# Твердопіднебінний апроксимант
Твердопіднебінний (середньопіднебінний, палатальний) апроксима́нт (англ. voiced palatal approximant, palatal approximant) — тип приголосного звука, що існує в багатьох мовах. Символ Міжнародного фонетичного алфавіту для цього звука — j, а відповідний символ X-SAMPA — j. Цей приголосний є напівголосним відповідником голосного [i].
В українській мові позначається літерою й, більшість його сполучень з голосними — йотованими літерами (є, ї, ю, я).

## Властивості
Властивості твердопіднебінного апроксиманта:
- Тип фонації — дзвінка, тобто голосові зв'язки вібрують від час вимови.
- Спосіб творення — апроксимант, тобто один артикулятор наближається до іншого, утворюючи щілину, але недостатньо вузьку для спричинення турбулентності.
- Місце творення — твердопіднебінне, тобто він артикулюється середньою, або задньою спинкою язика на твердому піднебінні.
- Це ротовий приголосний, тобто повітря виходить крізь рот.
- Це центральний приголосний, тобто повітря проходить над центральною частиною язика, а не по боках.
- Механізм передачі повітря — егресивний легеневий, тобто під час артикуляції повітря виштовхується крізь голосовий тракт з легенів, а не з гортані, чи з рота.